# San Gregorio Magno en Magliana Nuova (título cardenalicio)
San Gregorio Magno en Magliana Nuova es un título cardenalicio de la Iglesia Católica. Fue instituido por el papa Juan Pablo II en 2001.

## Titulares
- Geraldo Majella Agnelo (21 de febrero de 2001 - 26 de agosto de 2023)